# Country Life
Az 1974-es Country Life a Roxy Music negyedik nagylemeze. Ez volt az együttes első lemez, amely Amerikában bekerült a Top 40-be (a 37. helyig jutott). A cím egy brit magazin nevéből származik.
2003-ban 387. lett a Rolling Stone magazin Minden idők 500 legjobb albuma listáján. Szerepel továbbá az 1001 lemez, amit hallanod kell, mielőtt meghalsz című könyvben.

## Az album dalai
| 1. | The Thrill of It All  | Brian Ferry           | 6:24 |
| 2. | Three and Nine        | Ferry, Andy Mackay    | 4:04 |
| 3. | All I Want Is You     | Ferry                 | 2:53 |
| 4. | Out of the Blue       | Ferry, Phil Manzanera | 4:46 |
| 5. | It It Takes All Night | Ferry                 | 3:12 |

| 1. | Bitter-Sweet       | Ferry, Mackay    | 4:50 |
| 2. | Triptych           | Ferry            | 3:09 |
| 3. | Casanova           | Ferry            | 3:27 |
| 4. | A Really Good Time | Ferry            | 3:45 |
| 5. | Prairie Rose       | Ferry, Manzanera | 5:12 |

## Helyezések és eladási minősítések

### Album
| Év   | Lista                | Helyezés |
| ---- | -------------------- | -------- |
| 1974 | Brit albumlista      | 3        |
| 1974 | Billboard Pop Albums | 37       |

### Kislemezek
| Év   | Kislemez          | Lista              | Helyezés |
| ---- | ----------------- | ------------------ | -------- |
| 1974 | All I Want Is You | Brit kislemezlista | 12       |

### Eladási minősítések
| Ország             | Szervezet | Minősítés | Dátum            |
| ------------------ | --------- | --------- | ---------------- |
| Egyesült Királyság | BPI       | arany     | 1975. március 1. |

## Közreműködők
- Bryan Ferry – ének, billentyűk
- John Gustafson – basszusgitár
- Edwin Jobson – vonós hangszerek, szintetizátor, billentyűk
- Andrew Mackay – oboa, szaxofon
- Phil Manzanera – gitár
- Paul Thompson – dob

## Fordítás
Ez a szócikk részben vagy egészben a Country Life (Roxy Music album) című angol Wikipédia-szócikk ezen változatának fordításán alapul.  Az eredeti cikk szerkesztőit annak laptörténete sorolja fel. Ez a jelzés csupán a megfogalmazás eredetét és a szerzői jogokat jelzi, nem szolgál a cikkben szereplő információk forrásmegjelöléseként.